# Kai Schumann
Kai Schumann (* 28. července 1976 Drážďany) je německý herec.

## Životopis
Pochází z Německé demokratické republiky. Jeho matka je Němka a otec Syřan, který studoval v NDR, ale o synovi se nikdy nedozvěděl. Své dětství strávil v Zwoschwitzu, nedaleko města Plavna. Chodil na základní školu Salzmannschule v Schnepfenthalu v Durynsku a následně na gymnázium Adolfa Diesterwega v Plavnu. Již na základní škole získal první herecké zkušenosti, kdy se na popud učitele přihlásil do dramatického kroužku. V patnácti letech byl nejmladším umělcem působícím v Ekhofově divadle v Gothe. Zahrál si obecního soudce Adama ve hře Heinricha von Kleista, Rozbitý džbán.
Maturoval na škole v Durynsku a poté od roku 1995 studoval na Akademii dramatických umění Ernesta Busche v Berlíně. Mezi jeho spolužáky patřili Nina Hossová, Fritzi Haberlandt, Devid Striesow a Mark Waschke. V letech 1999 až 2001 působil v divadle v Tübingenu a v letech 2001 až 2005 byl členem souboru státního divadla ve Stuttgartu. V letech 2005 až 2007 pak hrál v souboru divadla Deutsches Schauspielhaus v Hamburku.
Průlom jako televizní herec udělal v roce 2008 v komediálním seriálu Deník doktorky, kde vytvořil roli úspěšného gynekologa a primáře Mehdiho Kaana. V roce 2009 hrál doktora Johannese Reichaua v seriálu Místo činu. V letech 2013 až 2016 ztvárnil komisaře Nikolase Heldta v seriálu Heldt, vysílaném na ZDF.

### Osobní život
Je členem herecké, televizní a filmové asociace Bundesverband Schauspiel. Ve volném čase provozuje šerm, karate, judo a hraje na tubu. Po odloučení s manželkou v roce 2010 žil v Berlíně, po čase se přestěhoval do Hamburku. Z manželství má jednoho syna.

## Filmografie
| Rok       | Název                                          | Role                             | Poznámky                                                                               |
| --------- | ---------------------------------------------- | -------------------------------- | -------------------------------------------------------------------------------------- |
| 1999      | Der Einstein des Sex                           | Magnus Hirschfeld                |                                                                                        |
| 1999      | Midsommar Stories                              | Roland                           | televizní seriál, epizoda: „Sabotage“                                                  |
| 2001      | Dr. Sommerfeld - Neues vom Bülowbogen          | Tim Woite                        | televizní seriál, epizoda: „Zwischen Baum und Borke“                                   |
| 2001      | Toter Mann                                     | Kellner                          | televizní film                                                                         |
| 2004      | Dornröschens leiser Tod                        | Frank Neuhaus                    | televizní film                                                                         |
| 2005      | SOKO Wismar                                    | Robert Haacke                    | televizní seriál, epizoda: „Blütenträume“                                              |
| 2005 2010 | Pobřežní stráž                                 | Sebastian Jan Tiede / Erik Tiede | televizní seriál, epizoda: „Wettlauf gegen die Zeit“ epizoda: „Gefährliches Schweigen“ |
| 2007      | Elvis a polda                                  | Kellner Angelo                   | televizní seriál, epizoda: „Todesursache Eigentor“                                     |
| 2007      | Der Mann von gestern                           | Daniel                           | televizní film                                                                         |
| 2007      | Kdo je bez viny?                               | C.Liehner                        | televizní film                                                                         |
| 2007      | Speciální tým Kolín                            | Mehmet Uzun                      | televizní seriál, epizoda: „Die Braut trägt rot“                                       |
| 2008      | In aller Freundschaft                          | Olaf Knopp                       | televizní seriál, epizoda: „Die richtige Intuition“                                    |
| 2008      | Turečtina pro začátečníky                      | doktor Mehdi Kaan                | televizní seriál, epizoda: „Die, nach der Menopause ist“                               |
| 2008-11   | Deník doktorky                                 | doktor Mehdi Kaan                | televizní seriál, jedna z hlavních rolí                                                |
| 2009      | Sexy milenec                                   | Leon                             | televizní film                                                                         |
| 2009-13   | Místo činu                                     | doktor Johannes Reichau          | televizní seriál, 9 epizod                                                             |
| 2010      | Lasko: Pěst Boží                               | Alessandro Bartoli               | televizní seriál, epizoda: „Clarissas Hochzeit“                                        |
| 2010      | SOKO München                                   | Oliver Sänger                    | televizní seriál, epizoda: „Tod eines Hochzeitsplaners“                                |
| 2010      | Klimawechsel                                   | Ronnie Dische                    | televizní seriál, 5 epizod                                                             |
| 2010      | Mia a milionář                                 | Stanislav Markowich              | televizní film                                                                         |
| 2011      | Nach der Hochzeit bin ich weg!                 | Daniel Freywald                  | televizní film                                                                         |
| 2011      | Nejlepší přítelkyně                            | Ben Ritter                       | televizní film                                                                         |
| 2011      | Sen se stává skutečností                       | Niklas Steinke                   | televizní film                                                                         |
| 2011      | Geister: All Inclusive                         | Michael Hagen                    | televizní film                                                                         |
| 2011      | Návrat do Sandy Bay                            | doktor Sam Long                  | televizní film                                                                         |
| 2011      | Doktor z hor: Nové příběhy                     | Reinhold Eisenbacher             | televizní seriál, epizoda: „Verdachtsmomente“                                          |
| 2012      | Plavba snů                                     | Lukas Berger                     | televizní seriál, epizoda: „Hochzeitsreise nach Australien“                            |
| 2012      | Die Löwin                                      | Daniel                           | televizní film                                                                         |
| 2012      | Kobra 11                                       | Kai Tannert                      | televizní seriál, epizoda: „Überschall“                                                |
| 2012      | Johanna a dobrodruh: Nebe nad Afrikou          | Thomas Marrach                   | televizní film                                                                         |
| 2012      | Johanna a dobrodruh: Jeřábí legenda            | Thomas Marrach                   | televizní film                                                                         |
| 2013      | Ricky - Tři jsou už dav                        | Theo                             |                                                                                        |
| 2013      | Am Ende der Lüge                               | Alexander Bussfeld               | televizní film                                                                         |
| 2013      | Der Minister                                   | Franz Ferdinand von Donnersberg  | televizní film                                                                         |
| 2013-16   | Heldt                                          | komisař Nikolas Heldt            | televizní seriál, hlavní role                                                          |
| 2015      | Verfehlung                                     | Dominik                          |                                                                                        |
| 2015      | Jana und der Buschpilot - Streit der Stämme    | Thomas Marrach                   | televizní minisérie                                                                    |
| 2015      | Jana und der Buschpilot - Einsame Entscheidung | Kai                              | televizní film                                                                         |

## Divadelní role (výběr)
- Fjodor Michajlovič Dostojevskij: Zločin a trest, Raskolnikov, Národní divadlo ve Stuttgartu
- Friedrich Schiller: Fiesco a jeho janovské spiknutí, Fiesco, Národní divadlo ve Stuttgartu
- Nikolaj Vasiljevič Gogol: Revizor, revizor, Národní divadlo ve Stuttgartu
- William Shakespeare: Romeo a Julie, Romeo, divadlo v Tübingenu, režie Hasko Weber